# 名誉学位
名誉学位（拉丁語：honoris causa），是授予对社会某个领域作出突出贡献的人士的一种学位，无需考试与论文答辩，且是一种终身荣誉。
名譽博士学位的颁发不需經過正常升學渠道（學士、碩士、博士），也无需繳交相關的畢業論文，純粹由學校為獎勵获颁学位者在該领域的傑出貢獻，或是獎勵其在該領域的重大發現，例如已先獲得諾貝爾獎，或由学术以外的其他职业推动该领域的进步。名誉学位主要为博士级学位（即名誉博士学位），但有时也可以是硕士学位。
名誉博士学位经常被称为“荣誉博士学位”，但必须注意该种学位和一些国家的“荣誉学位”（英語：Honours degree）性质不同：后者是一种研究性学位，要求在本科学位完成以后用一年时间进行研究并提交论文，级别或者介于本科和硕士学位之间，或者等于硕士学位（特别是在实行一年制硕士制度的国家）。有这种荣誉学位制度的国家和地区包括美国、英国、澳大利亚、新西兰、加拿大、南非、香港等，主要是英语国家或地区。

## 承认和使用
由于名誉学位不是通过学术取得的实质学位，因此在大多数国家不可作为头衔使用（所以名誉博士学位获得者如没有实质性博士学位则不可称为“某某博士”）。政府机关、其他学术机构、雇主等一般不会承认名誉学位有相当于实质性博士学位的地位。个人简历上的一般做法是将名誉学位列入“获奖”或“荣誉”而非正規“教育”或“學歷”栏，只是屬於“經歷”栏。礼节上，自称及称呼时都不应将名誉学位作为头衔或名字后缀（例如“Ph.D.”）使用，也非其校友。但是獲取榮譽博士學位一般情況下須有社會相當成就才能獲頒發。

## 无学历要求
被授予对象无大学本科以上学历限制，如美国哈佛大学与中国清华大学授予大二就已经退学的前世界首富比尔·盖茨名誉博士学位，北京大学分别授予尼日利亚总统奥巴桑乔、日本小说家井上靖名譽博士学位，香港大学授予中国篮球运动员姚明名誉社会科学博士学位，上海复旦大学与香港中文大学授予新加坡前总理李光耀名譽博士学位与名誉法学博士学位等。
2013年美国约翰·霍普金斯大学甚至授予一只名字叫Kirsch的工作犬名誉硕士学位。由於名譽博士學位的頒發，並沒有限定受贈者的最高學歷，因此即使小學未畢業的人士也有機會獲得名譽博士。因此「名譽博士」被一些大學視為賣文憑、換取企業贊助學校各項經費的一種方法。

## 惯例学位
和名誉学位类似的是无需额外学习、自动授予的惯例学位（拉丁語：Ad eundem）。一些学校会颁发硕士学位予在学校任职一定年数的教职员工，或取得教授席位而没有本学校学位的人员。此做法的由来是因为在古代，硕士学位是授课资格证书，代表获得者可以开始授课。虽然无需额外学习或考试，但由于惯例学位是根据学术资历授予的，因此算作实质学位，而不是名誉学位。

## 自动晋级
在牛津大学、剑桥大学、都柏林大学等，学士学位获得者在成为大学成员数年后（一般是本科毕业3-4年后）经申请会自动晋级获得硕士学位。此做法源于古代大学的学位制度：当时学者在学习6-7年后会获得授课证书，即硕士学位，而在完成前三年的基础学习后会获得一个阶段性的学士学位。在其他学校将学士学位和硕士学位脱钩后，牛剑等大学仍旧维持了古时的制度。牛剑的自动晋级硕士学位因此传统上被认为是实质学位（即反映了学位获得者在本科毕业后学到的知识），但在新西兰等地近年也有开始不承认这种学位为实质学位。

## 不授名誉学位的学校
美国的一些学校不授名誉学位，例如麻省理工、康奈尔大学、史丹福大学、加州理工等。对于有特殊贡献的人士，这些学校会授予奖章或其他荣誉以示表彰。其中，麻省理工在极少情况下会颁发名誉教授资格。

## 拒绝授予名誉学位
有些有名誉学位的學校，与授予名誉学位以作表揚相反，会正式拒绝授予某名人名誉学位以示对此人的不满。例如，所有牛津大學毕业的英国首相向來都會獲授牛津大学名誉博士，但於1985年牛津大学决议不授予撒切尔夫人名誉博士学位，以示对其削减高等教育经费的批评。2009年亚利桑那州立大学拒绝授予奥巴马名誉学位。

## 使用
- 阿蘭·加西亞·佩雷斯[9]
- 瑪雅·安吉魯（Maya Angelou）是一位回憶主義者和詩人，雖然沒有獲得學位，但她獲得了數十個榮譽學位，她更喜歡被家人和親密朋友以外的人稱為“安吉魯博士”。

## 被褫奪名誉学位
通常來說，獲名譽學位的人士應該會為該校學生、校友、職員、社會樹立良好的榜樣。因此有不良行為爭議的情形的情況下，名譽學位就有可能會被褫奪。
- 2015年，美国喜剧演员比尔·考斯比因为多起性侵指控，被包括耶鲁大学、威廉与玛丽学院在内的多所美国大学取消名誉博士学位。
- 2015年，英国苏格兰的罗伯特戈登大学因为美国第57届、第45任总统特朗普关于穆斯林的言论而撤销其名誉博士学位。
- 2017年，美国的紐約州立大學水牛城分校褫夺好莱坞著名电影制片人哈维·温斯坦的名誉学位。哈维·温斯坦在职业生涯中遭到40多名女性的性侵和性骚扰指控并定谳。
- 2018年，美国保守派政治评论家，前福克斯新闻频道的知名主播比尔·奥莱利收到性骚扰指控并于2017年达成庭外和解。他被位于纽约州波基普西镇的玛丽斯特学院（英语：Marist College）褫夺其名誉学位。
- 2019年，位于美国印第安纳州的圣母大学褫夺天主教華盛頓總教區前总主教狄鐸·埃德加·麥卡里克的名誉学位。位于美国华盛顿特区的美国天主教大学也褫夺其名誉学位。麦卡里克因为对未成年少年的性丑闻而被同时褫夺圣职。
- 2019年，位于英国苏格兰的阿伯丁大学褫夺文莱最高领导人、现任苏丹兼总理哈桑纳尔·博尔基亚的名誉法学博士学位，因为其在文莱实行反LGBT的法律。而后不久，哈桑纳尔·博尔基亚也主动退回牛津大学先前颁发的名誉学位。
- 2019年，英國安格里亞魯斯金大學褫奪了現任香港立法會議員何君堯名譽博士學位。事源為英國上議院議員奧爾頓勛爵去信安格里亞魯斯金大學，稱該校畢業生何君堯曾與 7.21 襲擊平民的黑社會人士握手道賀，又曾發表有關大屠殺、攻擊同性戀、攻擊女性及種族主義言論，促請校方褫奪何君堯的名譽博士學位。[10]

## 外部連結
台灣
- 國立陽明大學榮譽博士學位授予辦法 （页面存档备份，存于）
- 國立交通大學 - 歷任的名譽博士（页面存档备份，存于）
- 國立中正大學 - 歷任的名譽博士、授予辦法（页面存档备份，存于）